# IC 3826
IC 3826 је лентикуларна галаксија у сазвјежђу Дјевица која се налази на листи објеката дубоког неба у Индекс каталогу.
Деклинација објекта је - 9° 1' 51" а ректасцензија 12h 50m 39,8s. Привидна величина (магнитуда) објекта IC 3826 износи 13,2 а фотографска магнитуда 14,2. IC 3826 је још познат и под ознакама MCG -1-33-25, PGC 43473.